# Жорняки (Кобеляцький район)
Жорняки — колишнє село в Україні, у Кобеляцькому районі Полтавської області. Орган місцевого самоврядування — Бутенківська сільська рада.
На 3-версній карті 1860-70-х років на місці майбутнього села Жорняки позначено 2 поселення — хутір Колесник та безіменний хутір.
1989 р. у селі мешкало 10 осіб.
Зняте з обліку Рішенням Полтавської обласної ради 28 лютого 1995 року.